# Rans (Aramunt)
Rans és un paratge del Pallars Jussà, en el terme municipal de Conca de Dalt, al Pallars Jussà, a l'antic terme d'Aramunt, en l'àmbit del poble d'Aramunt.
Està situat a ponent de les Eres d'Aramunt, a la dreta del riu de Carreu i a l'esquerra del barranc dels Clops, just al nord de llur confluència, actualment en una cua del pantà de Sant Antoni. Té a banda i banda la Costera. És a migdia de la partida de les Hortes. Hi mor el Camí de Cap de Rans, que procedeix del cementiri d'Aramunt.
Consta de prop de 10 hectàrees (9,5709) de terres de conreu, amb predomini de les de secà. També hi ha alguns ametllers, uns quants trossos improductius, pastures, matolls i força bosquina.